# Thanatus cronebergi
Thanatus cronebergi es una especie de araña cangrejo del género Thanatus, familia Philodromidae. Fue descrita científicamente por Simón en 1895.

## Distribución
Esta especie se encuentra en Mongolia.